# Тинтернское аббатство
Тинтернское аббатство — цистерцианское аббатство, расположенное около деревни Тинтерн в 13 км от Монмута в Уэльсе, недалеко от реки Уай. С 1984 года его руины охраняются Службой исторического наследия Уэльса.
Основано 9 мая 1131 года нормандским феодалом Вальтером де Клэром, принадлежавшим к основанному в 1098 году ордену цистерцианцев. Сохранившаяся до наших времён церковь была существенно перестроена в 1220—1287 годах; работы по перестройке аббатства в целом были завершены к началу XIV века. Аббатство прекратило своё существование в 1537 году при Генрихе VIII во время секуляризации монастырских имуществ, большая часть зданий была разрушена.
Руины аббатства были воспеты Вордсвортом, любившим совершать прогулки в его окрестностях, в знаменитой элегии, завершающей сборник «Лирические баллады» (1798). С тех пор руины не раз становились источником вдохновения для его эпигонов, включая Эдварда Эрнингхэма и Люка Букера. В 1901 году аббатство было выкуплено у герцога Бофорта британским правительством.